# 羅比 (密蘇里州)
羅比（英語：Roby）是位於美國密蘇里州德克薩斯縣的非建制地區。

## 歷史
羅比的郵局自1883年營運至今。

## 地理
羅比所處的海拔為高於海平面425米（即1394英呎），而該地所採用的時區為UTC-6，即北美中部時區（CST）。同時該地設有夏令時間，為UTC-6調快一小時，即UTC-5（CDT）。